# ビル・バトラー
ビル・バトラー（Bill Butler, 1921年4月7日 - 2023年4月5日）は、アメリカ合衆国コロラド州出身の撮影監督。本名は、ウィルマー・C・バトラー（Wilmer C. Butler）。
『ジョーズ』や『ロッキー』シリーズ第2・3・4作が代表作である。

## 主な作品
- 雨のなかの女 The Rain People （1969年）
- Drive, He Said （1971年）
- 恐怖の館 Something Evil (1972年)
- カンバセーション…盗聴… The Conversation （1974年）
- ジョーズ Jaws （1975年）
- カッコーの巣の上で[2] One Flew Over the Cuckoo's Nest （1976年）
- リップスティック Lipstick （1976年）
- 特攻サンダーボルト作戦 Raid On Entebbe  （1976年）
- カプリコン・1 Capricorn One （1977年）
- デモン・シード Demon Seed （1977年）
- オーメン2/ダミアン Damien: Omen II （1978年）
- グリース Grease （1978年）
- アイス・キャッスル Ice Castles （1978年）
- ロッキー2 Rocky II （1979年）
- ミュージック・ミュージック Can't Stop the Music （1980年）
- パラダイス・アーミー Stripes （1981年）
- ロッキー3 Rocky III （1982年）
- ロッキー4/炎の友情 Rocky IV （1985年）
- ブルースが聞こえる Biloxi Blues （1988年）
- チャイルド・プレイ Child's Play （1988年）
- ホット・ショット Hot Shots! （1991年）
- 山猫は眠らない Sniper （1993年）
- ホット・ショット2 Hot Shots! Part Deux （1993年）
- ベートーベン2 Beethoven's 2nd （1993年）
- フリッパー Flipper （1996年）
- アナコンダ Anaconda （1997年）
- ライアー Deceiver （1997年）
- リングサイドの帝王/ドン・キング・ストーリー Don King: Only in America （1997年） テレビドラマ
- フレイルティー 妄執 Frailty （2001年）
- クライヴ・バーカー ヘルゾンビ The Plague （2006年）
- レッドライン Redline （2007年）
- Evil Angel （2009年）